# بخش برهان‌پور

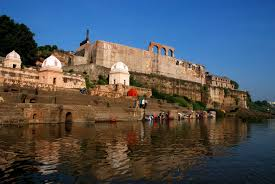
نمایی از بخش برهان‌پور در ایالت مادیا پرادش - ۲۰۱۴

بخش برهان‌پور (انگلیسی: Burhanpur district) از بخش‌های ایالت مادیا پرادش هند است.
قلعه اسیرگَره از دیدنی‌های آن است.